# مارسيل ديسولينيرز
مارسيل ديسولينيرز (بالإنجليزية: Marcel Desaulniers)‏ هو صاحب مطعم أمريكي، ولد في 1945 في ونسوكت في الولايات المتحدة.